# Sojah
Sojah war ein jamaikanisches Reggae-Duo, das aus den Brüdern Garfield Spence (Konshens) und Delmark St. Aubyn Spence Jr.  (Delus) bestand.

## Geschichte
Im Cash Flow Studio, in Cooreville Gardens, einem Stadtteil von Kingston, nahmen sie 2004 ihre erste Single Pon Die Corner auf.
Nachdem diese den Platz eins der jamaikanischen Single-Charts erreicht hatte, wurde ihnen 2005 eine einmonatige Tour durch Japan angeboten. Diese war so erfolgreich, dass das japanische Label  P-Vine Japan mit ihnen das Album Sons Of Jah produzierte. Dieses erschien 2006 exklusiv in Japan. Seit 2007 ist es über das Internetversandhaus Amazon in den USA und seit 2008 auch auf der deutschen Version des Internetversandhauses erhältlich. 
2009 Erschien ihr zweites Album Modern Revolution bei dem österreichischen Plattenlabel Irievibrations Records. Auf der LP ist eine Akustik-Version von Pon Die Corner (Pon The Corner) enthalten. Im gleichen Jahr traten Sojah beim Chiemsee Reggae Summer und beim Ruhr Reggae Summer auf.
Die Sojah-Musiker waren auch Solo unterwegs unter den Namen Konshens und Delus. Letzterer hat sich 2016 das Leben genommen.

## Diskografie
- 2004: Pon Di Corner (Single, Cash Flow Records)
- 2006: Sons Of Jah (LP, P-Vine Japan)
- 2009: Modern Revolution (LP, Irievibration Records)